# Mellicta sachalinensis
Mellicta sachalinensis är en fjärilsart som beskrevs av Matsumura 1925. Mellicta sachalinensis ingår i släktet Mellicta och familjen praktfjärilar. Inga underarter finns listade i Catalogue of Life.